# Alois Bulitta
Aloysius Bulitta (auch Alois oder Aloys Bulitta; * 21. Oktober 1897 in Köslienen (polnisch Kieźliny), Landkreis Allenstein, Ermland, Ostpreußen; † 8. Juli 1971 in Würzburg) war ein deutscher Diplom-Handelslehrer, promovierter Diplom-Volkswirt, Oberregierungs- und Schulrat, Slawist und Polnischlektor und Sach- sowie Schulbuchautor.

## Leben und Wirken
Er war der ältere Bruder von Franz und Josef Bulitta. Alois Bulitta besuchte die Volksschule in Köslienen und anschließend das Gymnasium in Allenstein. Ab September 1915 war er Kriegsfreiwilliger im Ersten Weltkrieg. Aus der Reichswehr wurde er als Kriegsbeschädigter entlassen. Danach besuchte er ein Lehrerseminar in Danzig und absolvierte einen einjährigen Schuldienst. Nach seiner Abschlussprüfung als Diplom-Handelslehrer nach Studium an der Handelshochschule sowie der Albertina-Universität in Königsberg übte er in den Jahren 1924 und 1925 eine Lehrertätigkeit in Allenstein aus. Ab 1925 studierte er Slawistik in München und trat in eine Studentenverbindung ein. In der Zeit 1925/1926 war er Fachlehrer an der Handels- und Realschule in Marktbreit sowie von 1926 bis 1929 Lehrer an der Handelsabteilung der Städtischen Berufsschule in Würzburg. Ab 1926 war er außerdem Vorsitzender des Altherrenvereins Unitas-Bavaria in Würzburg und ab 1930 nach dem Zusammenschluss der Studentenverbindungen Unitas Bavaria und Unitas-Franco-Borussia der 1. Vorsitzende dieses Altherrenvereins in Würzburg. Im Jahr 1933 übernahm er zusätzlich den Vorsitz des Altherrenvereins Unitas-Hetania Würzburg. 1934 legte er die Diplomprüfung für Volkswirte an der Universität Würzburg ab. In der Zeit 1935/36 wirkte er als Slawist und Polnischlektor an der Universität Würzburg und hielt dort Lehrveranstaltungen zur Geographie, Geschichte und zum Volkstum Polens. Mit der Inauguraldissertation wurde er am 14. Januar 1938 an der Universität Würzburg zum Doktor promoviert (Dr. phil. et rer. nat.). Nach seiner Einberufung war er von 1939 bis 1945 Sonderführer, Dolmetscher und Leutnant im Lager in Hammelburg. Um 1941 verfasste er drei slawische Sprachführer.
Nach Kriegsende wurde er von 1946 bis 1967 Vorsitzender des Altherrenvereins Unitas-Hetania und von 1947 bis 1968 der Unitas-Würzburg. Beruflich war er zunächst 1948 kommissarischer Schulrat in Bad Kissingen sowie im Jahr 1949 Lehrer in Würzburg. 1950 wurde er zum Regierungsschulrat bei der Regierung in Unterfranken ernannt. 1957 wurde er zum Oberregierungsschulrat befördert. Er machte sich um die Neuordnung der kaufmännischen und gewerblichen sowie landwirtschaftlichen Berufsschulen verdient. Sein besonderes Augenmerk widmete er den Sonderschulen für Gehörlose, Körperbehinderte und Blinde.
Er war Vorsitzender des Hausbauvereins der Studentenverbindung Unitas in Würzburg (1964–1966). 1966 wurde er pensioniert. Am 19. Juni 1967 wurde ihm das Verdienstkreuz am Bande des Bundesverdienstkreuzes der Bundesrepublik Deutschland aus der Hand des Regierungspräsidenten von Unterfranken überreicht. Im Jahr 1968 erfolgte seine Wahl zum Ehrenvorsitzenden des Altherrenvereins Würzburg auf Lebenszeit: „Die 40-jährige Zeit als Altherrenvereinsvorsitzender können mit Recht die ‚Ära Bulitta‘ genannt werden“. Für die polnische Sprache war er außerdem gerichtlich bestellter Übersetzer und Dolmetscher für das Gebiet der gesamten Bundesrepublik. Er veröffentlichte außerdem auch Gedichte und Erzählungen.

## Auszeichnungen
- Ehrenurkunde für „hervorragende Dienste um die Erwachsenenbildung“ des Bayerischen Landesverbandes für freie Volkskunde (24. April 1965[10])
- Bundesverdienstkreuz am Bande (21. April 1967[10])
- Wahl zum Ehrenvorsitzenden des Altherrenvereins Würzburg auf Lebenszeit (10. März 1968[16])

## Publikationen und Buchveröffentlichungen (Auswahl)
- Polens „Anrecht“. Allensteiner Volksblatt, 25. Mai 1919.
- Die Landarbeiterfrage und die Gegenwart. Allensteiner Volksblatt, 25. August 1922.
- Zur Geschichte der rheinischen Schwerindustrie. Allensteiner Volksblatt, 5. Juli 1924.
- Der Gnadenort  Dietrichswalde. In: Leo – Ein Sonntagsblatt für das katholische Volk, Jg. 1927, Nr. 33, S. 492.
- Die nationalen Minderheiten in Polen. Fränkisches Volksblatt 3. und 15. Dezember 1930.
- Ringendes Deutschtum im fernen Osten. Die Zivilversorgung Nr. 15, 10. August 1931, S. 385–387.
- Das ostelbische Siedlungswesen. DBS. Nachrichtenblatt der Deutschen Bau und Siedlungsgemeinschaft Nr. 22, 20. November 1931, S. 382–384.
- Würzburg, die Perle am Main. Haus und Herd, 1931, S. 88
- Ordensland Preußen. Die Zivilversorgung Nr. 4, 25. Februar 1935, S. 80–82.
- Die Ostgermanen. Die Zivilversorgung Nr. 8, 27. April 1936, S. 220–221.
- Die Forstwirtschaft in Polen. Eine wirtschaftsgeographische und geopolitische Studie. Neudamm, Neumann, 1937.
- Neue Forstwirtschaft in Polen. Neudamm, Neumann, 1937.
- Die wirtschaftsgeographische Struktur der polnischen Holzwirtschaft. Inaugural-Dissertation, Universität Würzburg, 1938.
- Fachkunde für Jungkaufleute aus der Metallindustrie und des Eisenhandels. Friedrich Korn, Nürnberg 1940.
- Russisch-ukrainischer Sprachführer. Franckh, Stuttgart 1941.
- Przewodnik jęzkowy. Podręczna książeczka języka niemieckiego do użytku Polaków. Franckh, Stuttgart 1941.
- Polnischer Sprachführer. Handbuch für den Gebrauch im deutsch-polnischen Sprachgebiet bei Behörden, Wehrmachtsteilen usw. Franckh, Stuttgart 1941.
- 75 Jahre Unitas in Würzburg. In: Unitas 5/1950.
- Entwicklung des wirtschaftlichen Schulwesens in Bayern. In: Der Schulleiter. Zeitschrift für Erziehung und Beruf. Heft 12, Dezember 1950, S. 351–354.
- Gemeinschaftskunde für Bayern (Hauptausgabe), Winklers Verlag Gebrüder Grimm, Darmstadt 1951.
- Die Tragik der christlichen Soziallehre. Der Schulleiter. In: Zeitschrift für Erziehung und Beruf. Heft 2, Februar 1951, S. 45–48.
- Die Erziehung zum Weltbürgertum. Der Schulleiter. In: Zeitschrift für Erziehung und Beruf. Heft 4, April 1951, S. 103–106.
- Die Entwicklung des wirtschaftlichen Schulwesens in Bayern. In: Pädagogische Welt, Heft 3, März 1951, S. 110–114.
- Neue Bürger- und Lebenskunde. Eine Einführung in die Sozialkunde und die Formen des Gesellschaftslebens. Winklers Verlag, Darmstadt 1952.
- Geschäftskundliche Vordrucke für Berufsfachschulen und Berufsschulen. Winklers Verlag, Darmstadt 1952.
- Kohle, Eisen und Stahl. Ein Querschnitt durch Industrie, Gewerbe und Handel. Winklers Verlag, Darmstadt 1954.
- 50 Jahre AH-Zirkel Unitas Würzburg. In: Unitas 7/1954.
- 80 Jahre Unitas Würzburg. In: Unitas 11/1954.
- Eine neue Ideologie. Betrachtungen zur Moralischen Aufrüstung. In: Erziehung und Beruf. Monatszeitschrift für Berufserzieher. Heft 1, Januar 1954, S. 23–27.
- Das bayerische Berufsschulwesen nach dem neuen Berufsschulgesetz vom 25. März 1953. In: Erziehung und Beruf. Monatszeitschrift für Berufserzieher. Heft 9, September 1954, S. 263–266.
- Zur Überforderung unserer Landjugend. In: Erziehung und Beruf. Monatszeitschrift für Berufserzieher. Heft 11, November 1954, S. 333–334.
- Neue Gemeinschaftskunde für Bayern. Eine Einführung in die Sozialkunde und die Formen des Gesellschaftslebens. 8. Aufl., Winkler, Darmstadt 1955.
- Altherrenverein Unitas-Würzburg (Hrsg.): 90 Jahre Unitas-Würzburg. Haec est vera fraternitas – 125 Jahre Unitas-Würzburg 1875–2000. Würzburg 2000, S. 390.